# Dénat
Dénat est une commune française située dans le département du Tarn en région Occitanie. Sur le plan historique et culturel, la commune est dans l'Albigeois, une région naturelle agricole correspondant aux environs de la ville d’Albi.
Dénat proviendrait de l’Occitan « Lo mas d’En AT » qui signifie « La ferme du seigneur AT ».
Exposée à un climat océanique altéré, elle est drainée par l'Assou, le ruisseau de Blima et par divers autres petits cours d'eau.
Dénat est une commune rurale qui compte 845 habitants en 2022, après avoir connu une forte hausse de la population depuis 1975. Elle fait partie de l'aire d'attraction d'Albi. Ses habitants sont appelés les Dénatois ou  Dénatoises.

## Géographie

### Localisation
La commune de l'aire urbaine d'Albi située au cœur du département du Tarn en Albigeois. Le village est situé à 11 km au sud du centre d'Albi et 10 km au nord de Réalmont.

### Communes limitrophes
Dénat est limitrophe de six autres communes.
Les communes limitrophes sont  Fauch, Fréjairolles, Lamillarié, Lombers, Puygouzon et Terre-de-Bancalié.
|            | Puygouzon         | Fréjairolles |
| Lamillarié | Dénat             | Fauch        |
| Lombers    | Terre-de-Bancalié |              |

### Géologie et relief
La superficie de la commune est de 1 501 hectares ; son altitude varie de 211  à   325 mètres.

### Voies de communication et transports
Accès avec la route départementale 612 (Albi-Castres) qui traverse la commune du nord au sud.
La commune est desservie par le service de transport à la demande du réseau urbain Albibus qui la relie à Albi, ainsi que par la ligne 703 du réseau régional liO, qui la relie à Albi et à Castres.

### Hydrographie
La commune est dans le bassin de la Garonne, au sein du bassin hydrographique Adour-Garonne. Elle est drainée par l'Assou, l'Assou, le Fabas, le ruisseau de Gourgouride le ruisseau de Saint-Salvy et par divers petits cours d'eau, qui constituent un réseau hydrographique de 25 km de longueur totale,.
L'Assou, d'une longueur totale de 36,7 km, prend sa source dans la commune du Fraysse et s'écoule du nord-est au sud-ouest. Il traverse la commune et se jette dans le Dadou à Laboutarie, après avoir traversé 12 communes.

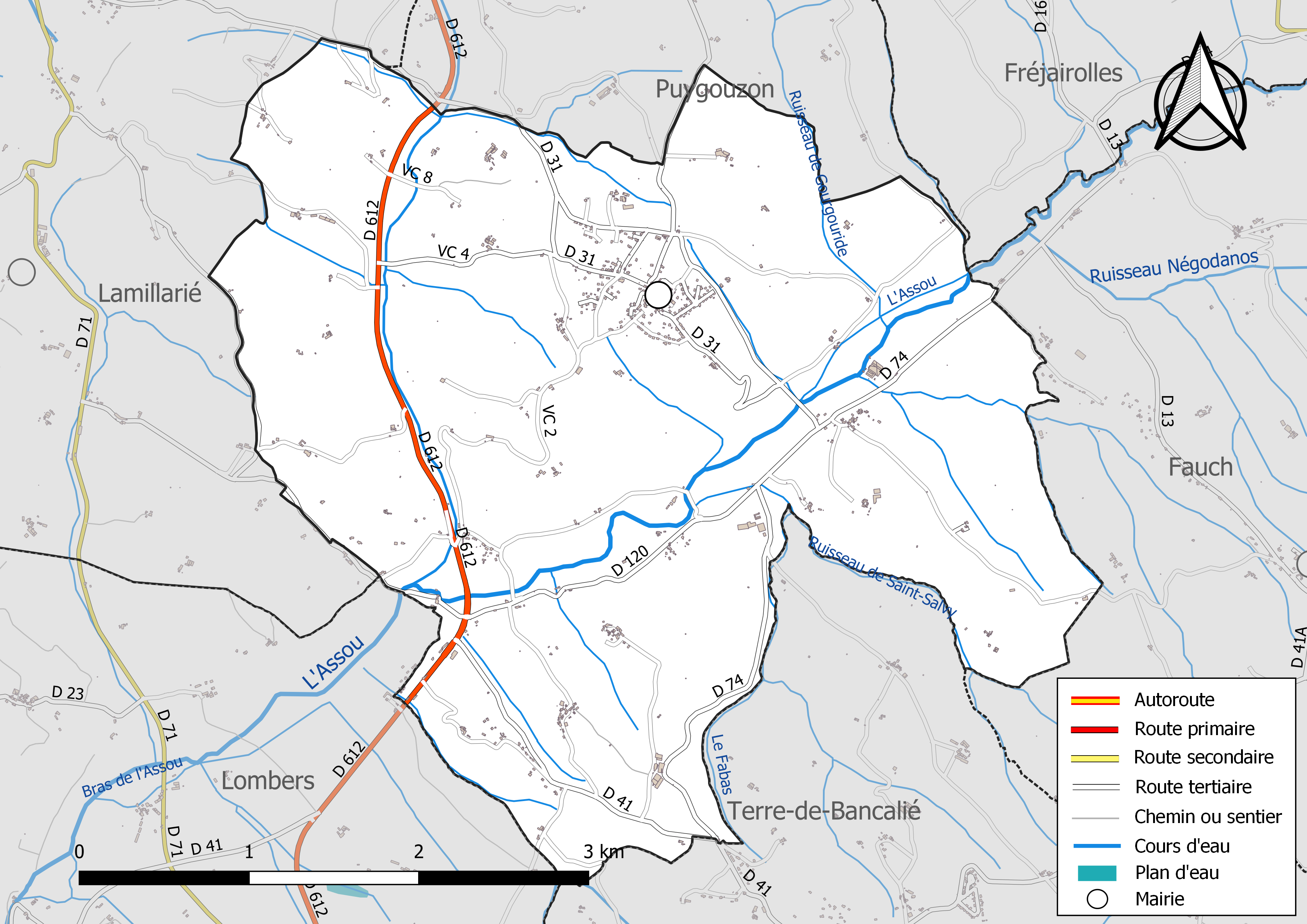
Réseaux hydrographique et routier de Dénat.

### Climat
Pour des articles plus généraux, voir Climat de l'Occitanie et Climat du Tarn.
En 2010, le climat de la commune est de type climat océanique altéré, selon une étude du Centre national de la recherche scientifique s'appuyant sur une série de données couvrant la période 1971-2000. En 2020, Météo-France publie une typologie des climats de la France métropolitaine dans laquelle la commune est toujours exposée à un climat océanique altéré et est dans la région climatique Aquitaine, Gascogne, caractérisée par une pluviométrie abondante au printemps, modérée en automne, un faible ensoleillement au printemps, un été chaud (19,5 °C), des vents faibles, des brouillards fréquents en automne et en hiver et des orages fréquents en été (15 à 20 jours).
Pour la période 1971-2000, la température annuelle moyenne est de 12,3 °C, avec une amplitude thermique annuelle de 15,8 °C. Le cumul annuel moyen de précipitations est de 940 mm, avec 10,5 jours de précipitations en janvier et 6,3 jours en juillet. Pour la période 1991-2020, la température moyenne annuelle observée sur la station météorologique de Météo-France la plus proche, « Albi », sur la commune du Sequestre à 12 km à vol d'oiseau, est de 13,8 °C et le cumul annuel moyen de précipitations est de 733,9 mm. 
La température maximale relevée sur cette station est de 42,3 °C, atteinte le 23 août 2023 ; la température minimale est de −20,4 °C, atteinte le 16 janvier 1985,,.
Les paramètres climatiques de la commune ont été estimés pour le milieu du siècle (2041-2070) selon différents scénarios d'émission de gaz à effet de serre à partir des nouvelles projections climatiques de référence DRIAS-2020. Ils sont consultables sur un site dédié publié par Météo-France en novembre 2022.

### Milieux naturels et biodiversité
Aucun espace naturel présentant un intérêt patrimonial n'est recensé sur la commune dans l'inventaire national du patrimoine naturel,,.

## Urbanisme

### Typologie
Au 1er janvier 2024, Dénat est catégorisée commune rurale à habitat dispersé, selon la nouvelle grille communale de densité à sept niveaux définie par l'Insee en 2022.
Elle est située hors unité urbaine. Par ailleurs la commune fait partie de l'aire d'attraction d'Albi, dont elle est une commune de la couronne,. Cette aire, qui regroupe 91 communes, est catégorisée dans les aires de 50 000 à moins de 200 000 habitants,.

### Occupation des sols
L'occupation des sols de la commune, telle qu'elle ressort de la base de données européenne d’occupation biophysique des sols Corine Land Cover (CLC), est marquée par l'importance des territoires agricoles (95,7 % en 2018), en diminution par rapport à 1990 (98 %). La répartition détaillée en 2018 est la suivante : 
zones agricoles hétérogènes (41,8 %), terres arables (33,1 %), prairies (20,8 %), zones urbanisées (2,3 %), forêts (2 %). L'évolution de l’occupation des sols de la commune et de ses infrastructures peut être observée sur les différentes représentations cartographiques du territoire : la carte de Cassini (XVIIIe siècle), la carte d'état-major (1820-1866) et les cartes ou photos aériennes de l'IGN pour la période actuelle (1950 à aujourd'hui).

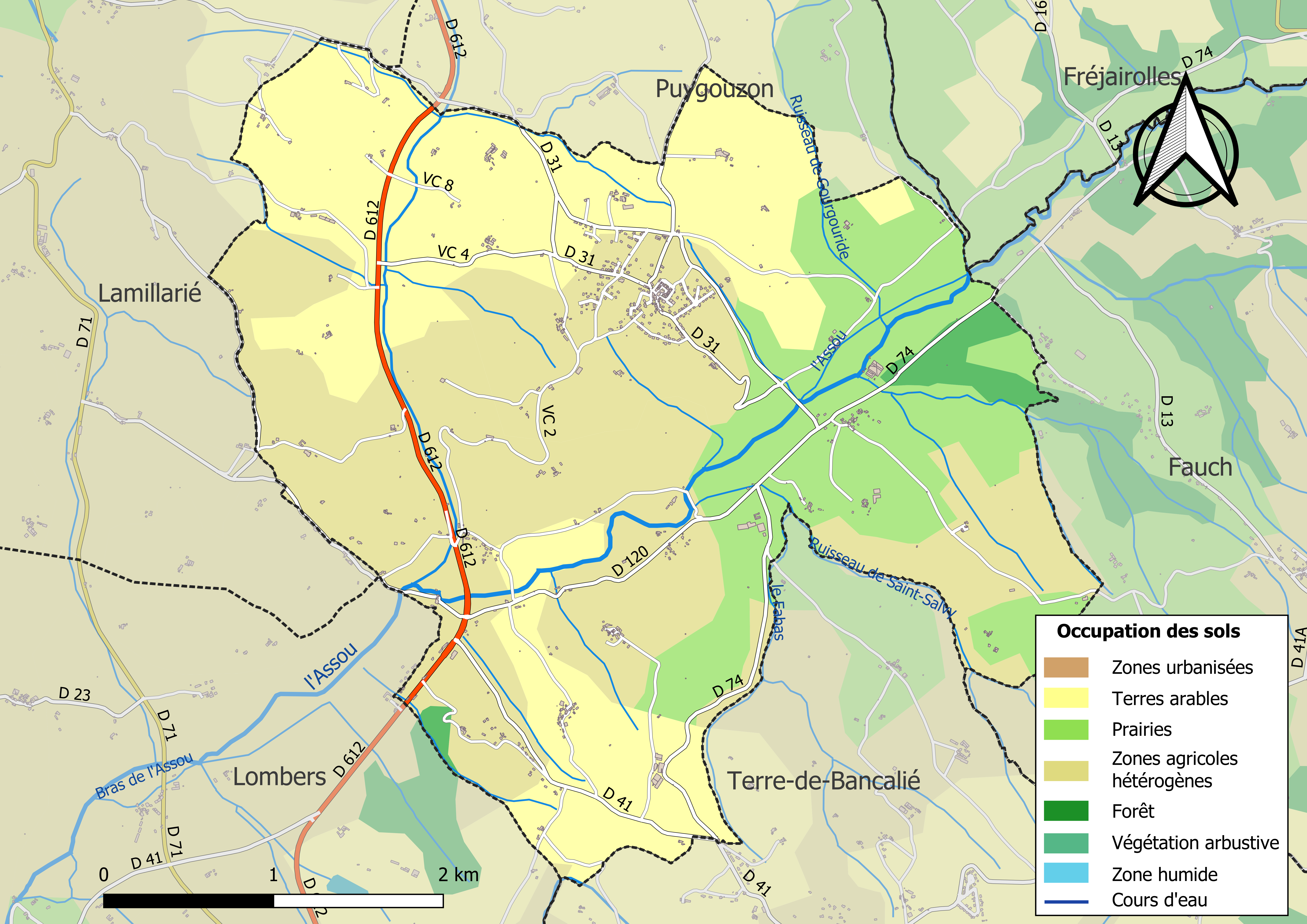
Carte des infrastructures et de l'occupation des sols de la commune en 2018 (CLC).

### Risques majeurs
Le territoire de la commune de Dénat est vulnérable à différents aléas naturels : météorologiques (tempête, orage, neige, grand froid, canicule ou sécheresse), inondations, mouvements de terrains et séisme (sismicité très faible). Il est également exposé à un risque technologique, le transport de matières dangereuses. Un site publié par le BRGM permet d'évaluer simplement et rapidement les risques d'un bien localisé soit par son adresse soit par le numéro de sa parcelle.

#### Risques naturels
Certaines parties du territoire communal sont susceptibles d’être affectées par le risque d’inondation par débordement de cours d'eau, notamment l'Assou. La cartographie des zones inondables en ex-Midi-Pyrénées réalisée dans le cadre du XIe Contrat de plan État-région, visant à informer les citoyens et les décideurs sur le risque d’inondation, est accessible sur le site de la DREAL Occitanie. La commune a été reconnue en état de catastrophe naturelle au titre des dommages causés par les inondations et coulées de boue survenues en 1982 et 1994,.
Dénat est exposée au risque de feu de forêt. En 2022, il n'existe pas de Plan de Prévention des Risques incendie de forêt (PPRif). Le débroussaillement aux abords des maisons constitue l’une des meilleures protections pour les particuliers contre le feu,.

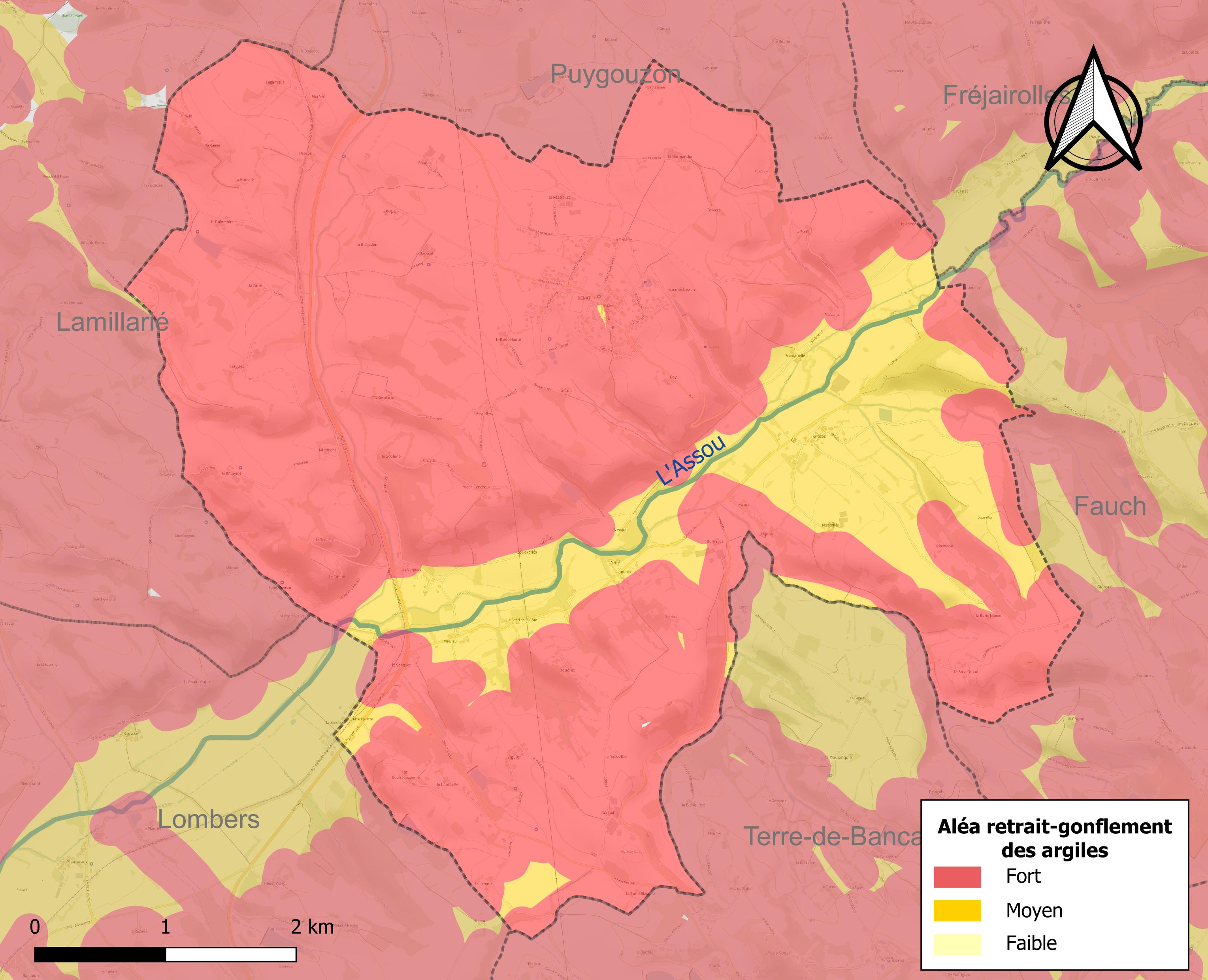
Carte des zones d'aléa retrait-gonflement des sols argileux de Dénat.

La commune est vulnérable au risque de mouvements de terrains constitué principalement du retrait-gonflement des sols argileux. Cet aléa est susceptible d'engendrer des dommages importants aux bâtiments en cas d’alternance de périodes de sécheresse et de pluie. La totalité de la commune est en aléa moyen ou fort (76,3 % au niveau départemental et 48,5 % au niveau national). Sur les 363 bâtiments dénombrés sur la commune en 2019, 363 sont en aléa moyen ou fort, soit 100 %, à comparer aux 90 % au niveau départemental et 54 % au niveau national. Une cartographie de l'exposition du territoire national au retrait gonflement des sols argileux est disponible sur le site du BRGM,.
Par ailleurs, afin de mieux appréhender le risque d’affaissement de terrain, l'inventaire national des cavités souterraines permet de localiser celles situées sur la commune.

#### Risques technologiques
Le risque de transport de matières dangereuses sur la commune est lié à sa traversée par des infrastructures routières ou ferroviaires importantes ou la présence d'une canalisation de transport d'hydrocarbures. Un accident se produisant sur de telles infrastructures est susceptible d’avoir des effets graves sur les biens, les personnes ou l'environnement, selon la nature du matériau transporté. Des dispositions d’urbanisme peuvent être préconisées en conséquence.

## Histoire
En 1229, au terme de la croisade des Albigeois et de la destruction de la maison Trencavel, les évêques d’Albi sont devenus seigneurs de Dénat.
Sur son piton rocheux, Dénat a eu un important rôle militaire : le village s’est totalement fortifié au XIVe siècle. Ces fortifications ont permis au village de résister aux ravages de la guerre de Cent Ans (1337 – 1453) et aux guerres de Religion.
Dénat servait d’assise stratégique aux incursions menées dans les campagnes protestantes.
En 1573, le capitaine protestant Bousquet a pris le château de Crespin à 2 km au sud du bourg et l’a fortifié. Le château sera par la suite l’une des propriétés de la mère du peintre Henri de Toulouse-Lautrec.

### Héraldique
| Dénat | Son blasonnement est : D'argent au chef-pal d'azur. |

## Politique et administration

### Administration municipale
Le nombre d'habitants au recensement de 2011 étant compris entre 500 et 1 499 habitants, le nombre de membres du conseil municipal pour l'élection de 2014 est de quinze,.

### Rattachements administratifs et électoraux
La commune fait partie de l'arrondissement d'Albi, de la communauté d'agglomération de l'Albigeois et du canton de Saint-Juéry.

### Liste des maires
| Période | Période | Identité          | Étiquette | Qualité |
| ------- | ------- | ----------------- | --------- | ------- |
| 2014    |         | Dominique Sanchez |           |         |
| 2006    | 2014    | Michel Andral     |           |         |
| 1971    | 2006    | Robert Raynal     |           |         |

## Population et société

### Démographie
L'évolution du nombre d'habitants est connue à travers les recensements de la population effectués dans la commune depuis 1793. Pour les communes de moins de 10 000 habitants, une enquête de recensement portant sur toute la population est réalisée tous les cinq ans, les populations de référence des années intermédiaires étant quant à elles estimées par interpolation ou extrapolation. Pour la commune, le premier recensement exhaustif entrant dans le cadre du nouveau dispositif a été réalisé en 2005.

En 2022, la commune comptait 845 habitants, en évolution de +6,42 % par rapport à 2016 (Tarn : +2,52 %, France hors Mayotte : +2,11 %).
| 1793 | 1800 | 1806 | 1821 | 1831 | 1836 | 1841 | 1846 | 1851 |
| ---- | ---- | ---- | ---- | ---- | ---- | ---- | ---- | ---- |
| 334  | 403  | 400  | 449  | 880  | 928  | 901  | 878  | 888  |

| 1856 | 1861 | 1866 | 1872 | 1876 | 1881 | 1886 | 1891 | 1896 |
| ---- | ---- | ---- | ---- | ---- | ---- | ---- | ---- | ---- |
| 840  | 787  | 828  | 814  | 819  | 804  | 816  | 734  | 717  |

| 1901 | 1906 | 1911 | 1921 | 1926 | 1931 | 1936 | 1946 | 1954 |
| ---- | ---- | ---- | ---- | ---- | ---- | ---- | ---- | ---- |
| 684  | 695  | 687  | 569  | 551  | 569  | 492  | 478  | 480  |

| 1962 | 1968 | 1975 | 1982 | 1990 | 1999 | 2005 | 2006 | 2010 |
| ---- | ---- | ---- | ---- | ---- | ---- | ---- | ---- | ---- |
| 453  | 453  | 438  | 477  | 572  | 550  | 695  | 706  | 706  |

| 2015 | 2020 | 2022 | - | - | - | - | - | - |
| ---- | ---- | ---- | - | - | - | - | - | - |
| 789  | 809  | 845  | - | - | - | - | - | - |

| selon la population municipale des années : | 1968 | 1975 | 1982 | 1990 | 1999 | 2006 | 2009 | 2013 |
| Rang de la commune dans le département      | 98   | 97   | 115  | 103  | 110  | 94   | 101  | 101  |
| Nombre de communes du département           | 326  | 324  | 324  | 324  | 324  | 323  | 323  | 323  |

### Enseignement
Dénat fait partie de l'Académie de Toulouse.

### Culture et festivités
Salle polyvalente.

#### Associations culturelles ou sportives
- Association Culture et Loisirs organisant notamment la fête du village le deuxième week-end de septembre, et au cours de l'année des animations (concours de belote et un club de football « FC Dénat »).
- Association théâtrale ATELLA.

### Activités sportives
- Terrain de football et de tennis attenant, chasse, randonnée pédestre, pétanque,

## Économie

### Revenus
En 2018, la commune compte 332 ménages fiscaux, regroupant 839 personnes. La médiane du revenu disponible par unité de consommation est de 21 180 € (20 400 € dans le département).

### Emploi
|                | 2008  | 2013  | 2018  |
| -------------- | ----- | ----- | ----- |
| Commune        | 6,5 % | 8,5 % | 6,1 % |
| Département    | 8,2 % | 9,9 % | 10 %  |
| France entière | 8,3 % | 10 %  | 10 %  |

En 2018, la population âgée de 15 à 64 ans s'élève à 500 personnes, parmi lesquelles on compte 77,7 % d'actifs (71,6 % ayant un emploi et 6,1 % de chômeurs) et 22,3 % d'inactifs,. Depuis 2008, le taux de chômage communal (au sens du recensement) des 15-64 ans est inférieur à celui de la France et du département.
La commune fait partie de la couronne de l'aire d'attraction d'Albi, du fait qu'au moins 15 % des actifs travaillent dans le pôle,. Elle compte 97 emplois en 2018, contre 84 en 2013 et 75 en 2008. Le nombre d'actifs ayant un emploi résidant dans la commune est de 360, soit un indicateur de concentration d'emploi de 26,8 % et un taux d'activité parmi les 15 ans ou plus de 61,3 %.
Sur ces 360 actifs de 15 ans ou plus ayant un emploi, 52 travaillent dans la commune, soit 15 % des habitants. Pour se rendre au travail, 89 % des habitants utilisent un véhicule personnel ou de fonction à quatre roues, 2,2 % les transports en commun, 4,7 % s'y rendent en deux-roues, à vélo ou à pied et 4,1 % n'ont pas besoin de transport (travail au domicile).

### Activités hors agriculture

#### Secteurs d'activités
45 établissements sont implantés  à Dénat au 31 décembre 2019. Le tableau ci-dessous en détaille le nombre par secteur d'activité et compare les ratios avec ceux du département,.
| Secteur d'activité                                                                                        | Commune | Commune | Département |
| Secteur d'activité                                                                                        | Nombre  | %       | %           |
| --- | ------- | ------- | ----------- |
| Ensemble                                                                                                  | 45      |         |             |
| Industrie manufacturière, industries extractives et autres                                                | 7       | 15,6 %  | (13 %)      |
| Construction                                                                                              | 14      | 31,1 %  | (12,5 %)    |
| Commerce de gros et de détail, transports, hébergement et restauration                                    | 10      | 22,2 %  | (26,7 %)    |
| Activités financières et d'assurance                                                                      | 1       | 2,2 %   | (3,3 %)     |
| Activités immobilières                                                                                    | 1       | 2,2 %   | (4,2 %)     |
| Activités spécialisées, scientifiques et techniques et activités de services administratifs et de soutien | 3       | 6,7 %   | (13,8 %)    |
| Administration publique, enseignement, santé humaine et action sociale                                    | 6       | 13,3 %  | (15,5 %)    |
| Autres activités de services                                                                              | 3       | 6,7 %   | (9 %)       |

Le secteur de la construction est prépondérant sur la commune puisqu'il représente 31,1 % du nombre total d'établissements de la commune (14 sur les 45 entreprises implantées  à Dénat), contre 12,5 % au niveau départemental.

#### Entreprises et commerces
Les quatre entreprises ayant leur siège social sur le territoire communal qui génèrent le plus de chiffre d'affaires en 2020 sont : 
- Albi Remblais Recycles, récupération de déchets triés (183 k€) ;
- GLC Equip', activités des sociétés holding (126 k€) ;
- O'pain Bar, commerce d'alimentation générale (96 k€) ;
- Les Tables De Crespin, hébergement touristique et autre hébergement de courte durée (45 k€).

### Agriculture
La commune est dans la « plaine de l'Albigeois et du Castrais », une petite région agricole occupant le centre du département du Tarn. En 2020, l'orientation technico-économique de l'agriculture  sur la commune est la polyculture et/ou le polyélevage.
|               | 1988  | 2000  | 2010 | 2020 |
| ------------- | ----- | ----- | ---- | ---- |
| Exploitations | 42    | 29    | 23   | 14   |
| SAU (ha)      | 1 187 | 1 039 | 948  | 962  |

Le nombre d'exploitations agricoles en activité et ayant leur siège dans la commune est passé de 42 lors du recensement agricole de 1988  à 29 en 2000 puis à 23 en 2010 et enfin à 14 en 2020, soit une baisse de 67 % en 32 ans. Le même mouvement est observé à l'échelle du département qui a perdu pendant cette période 58 % de ses exploitations,. La surface agricole utilisée sur la commune a également diminué, passant de 1187 ha en 1988 à 962 ha en 2020. Parallèlement la surface agricole utilisée moyenne par exploitation a augmenté, passant de 28 à 69 ha.

## Culture locale et patrimoine

### Lieux et monuments
- Église Notre-Dame-de-l'Assomption (XIIe siècle). L'édifice a été inscrit au titre des monuments historiques en 1927[42]. Plusieurs objets sont référencés dans la base Palissy (voir les notices liées)[42].
- Église orthodoxe du Prophète-Élie-et-Saint-Denis de Dénat[43],[44].

### Lieux-dits et Hameaux de la commune
Lieux-dits habités en 1862.
| - Azor - Belvèze - Bessayrié (la) - Borie-Blanche (la) - Borie-de-Cassan (la) - Borie-du-Bazet (la) - Borie-Haute (la) - Boudret - Bouisses (les) - Bouissière (la) - Bouissonzounié (la) - Bouriette (la) - Bouscassi - Brayle - Brunarié (la) | - Cante-Lause Cassan - Catière (la) - Chaynes - Colombié (le) - Combette (la) - Coustarelles - Crespin - Croix-de-Cassan (la) | - Fajarié (la) (La Fréjaire en orthographe actuelle) - Fargues - Font-Pascal - Forêt (la) - Gamanelle - Gamassou - Gambiés - Garrigue (la) - Gédoul - Girmarié (la) - Goy - Grèzes (les) | - Laurents - Lestibié - Limarié (la) - Marmandié (la) - Mas-viel (le) - Massaliés - Mazarié (la) - Miramont - Mirande - Moulin-de-Crespin (le) - Mousquette - Nijoules | - Paragades - Parpel - Parroutié (la) - Peyrade (la) - Peyrole - Pezous - Pérayrol (le) - Plaisance - Pont-de-Mousquette (le) - Poudac - Poujoulet - Puech-Sendrous - Puylanier (Puilanier en orthographe moderne) | - Ratié - Resclause (la) - Roque (la) (actuellement Larroque) - Roudoule - Rubro-Terre | - Soularié (la) - Teulière (la) - Théron-de-Cavasiés (le) - Théron-de-Dénat (le) - Travers-de-la-Prade - Viguier |

Nouveaux lieu-dit (non exhaustif):
- Las Vergnes.